# Polygala galioides
Polygala galioides är en jungfrulinsväxtart som beskrevs av Jean Louis Marie Poiret. Polygala galioides ingår i släktet jungfrulinssläktet, och familjen jungfrulinsväxter. Inga underarter finns listade i Catalogue of Life.